# みゃおの部屋
『みゃおの部屋』（みゃおのへや）は、2016年4月21日から2022年2月17日まで隔週木曜21時 - 21時45分頃にSHOWROOMで配信された。AKB48・宮崎美穂の冠番組である。サブタイトルは「私に話してチョモランマ」。
なお本項では2016年1月に行われた、AKB48のコンサート内での5分ほどの同名のコーナーおよび宮崎が休みの間に後輩の込山榛香が代役MCで配信された「こみの部屋」についても記述する。

## 概要
2016年1月に実施されたAKB48グループのライブイベント「リクエストアワー セットリストベスト100 2016」において、「みゃおの部屋」と題したトークコーナーを展開していた宮崎美穂が、ライブのトークコーナーと同じく毎回ゲストを招き、女子会トークを繰り広げる。
レギュラー番組は、隔週でSHOWROOM公式スタジオより配信。ライブイベント「リクエストアワー2016」の人気コーナー「みゃおの部屋」をSHOWROOM上で再現し、AKB48グループから毎回ゲストメンバーを招いて女子会トークを送る。
スタジオ配信の無い週には、宮崎が単独で配信する「みゃおの部屋〜自宅編〜」が宮崎本人宅より配信され
、次週のゲストの発表と質問募集をする。
宮崎が休みの間、込山榛香が代理MCとして「こみの部屋」を配信。
ライブコーナーでのオープニングテーマは「青空のそばにいて」。レギュラー配信ではAKB48の配信時点での最新シングル曲。

## ゲスト
特記ない場合はAKB48所属。

### レギュラー配信
| 回               | 配信日         | ゲスト                           |
| ---------------- | -------------- | -------------------------------- |
| 1                | 2016年 4月21日 | 高橋朱里                         |
| 2                | 5月6日         | 岡田奈々                         |
| 3                | 5月19日        | 谷口めぐ                         |
| 4                | 6月2日         | 武藤十夢                         |
| 5                | 6月16日        | 田北香世子                       |
| 6                | 6月30日        | 川本紗矢                         |
| 7                | 7月14日        | 大家志津香                       |
| 8                | 7月28日        | 小笠原茉由                       |
| 9                | 8月12日        | 岩立沙穂                         |
| 10               | 8月25日        | 佐々木優佳里                     |
| 11               | 9月9日         | 伊豆田莉奈                       |
| 12               | 9月22日        | 田野優花                         |
| 13               | 10月6日        | 藤田奈那                         |
| 14               | 10月20日       | 湯本亜美                         |
| 15               | 11月3日        | 田名部生来                       |
| 16               | 11月17日       | 野澤玲奈                         |
| 17               | 12月1日        | 大森美優                         |
| 18               | 12月16日       | 鈴木まりや                       |
| 19               | 2017年 1月12日 | 中西智代梨                       |
| 20               | 2月2日         | 岡田彩花                         |
| 21               | 2月9日         | 小田えりな                       |
| 22               | 2月23日        | 茂木忍                           |
| 23               | 3月9日         | 大和田南那                       |
| 24               | 3月30日        | 中田ちさと                       |
| 25               | 4月6日         | 入山杏奈                         |
| 26               | 4月20日        | 大島涼花                         |
| 27               | 5月4日         | 樋渡結依                         |
| 28               | 5月18日        | 島田晴香                         |
| 29               | 6月1日         | 阿部マリア                       |
| 30               | 6月22日        | 谷口めぐ                         |
| 31               | 6月29日        | 福岡聖菜                         |
| 32               | 7月13日        | 後藤萌咲                         |
| 33               | 7月27日        | 大家志津香                       |
| 34               | 8月10日        | 竹内美宥                         |
| 35               | 8月24日        | 馬嘉伶                           |
| 36               | 9月7日         | 木﨑ゆりあ                       |
| 37               | 9月21日        | 山田菜々美                       |
| 38               | 10月5日        | 山邊歩夢                         |
| 39               | 10月26日       | 武藤十夢                         |
| 40               | 11月2日        | 岩立沙穂                         |
| 41               | 11月16日       | 佐々木優佳里                     |
| 42               | 11月30日       | 中西智代梨                       |
| 43               | 12月12日       | 田北香世子                       |
| 44               | 12月25日       | 大家志津香                       |
| 45               | 2018年 1月11日 | 篠崎彩奈                         |
| 46               | 1月25日        | 北澤早紀                         |
| 47               | 2月8日         | 馬嘉伶                           |
| 48               | 2月19日        | 北原里英（NGT48）                |
| 49               | 3月8日         | 川本紗矢                         |
| 50               | 3月22日        | 佐々木優佳里                     |
| 51               | 4月5日         | 大森美優                         |
| 52               | 5月3日         | 田野優花                         |
| 53               | 6月14日        | 村山彩希                         |
| 54               | 6月28日        | 大家志津香                       |
| 55               | 8月9日         | 谷口めぐ                         |
| 56               | 9月20日        | 浅井七海                         |
| 57               | 10月4日        | 山根涼羽                         |
| 58               | 11月1日        | 藤田奈那                         |
| 59               | 11月16日       | 中西智代梨                       |
| 60               | 11月29日       | 竹内美宥                         |
| 61               | 12月14日       | 稲垣香織                         |
| 62               | 12月27日       | 下尾みう                         |
| 63               | 2019年 1月10日 | 福岡聖菜                         |
| 64               | 1月24日        | 行天優莉奈                       |
| 65               | 2月8日         | 小嶋真子                         |
| 66               | 2月21日        | 多田京加                         |
| 67               | 3月7日         | 山内瑞葵                         |
| 68               | 3月21日        | 篠崎彩奈                         |
| 69               | 4月4日         | 前田彩佳                         |
| 70               | 4月18日        | 太田奈緒                         |
| 出張             | 4月28日        | 指原莉乃卒業スペシャル           |
| 71               | 5月16日        | 込山榛香                         |
| 72               | 5月30日        | 後藤萌咲                         |
| 73               | 6月13日        | 長友彩海                         |
| 74               | 6月27日        | 山邊歩夢                         |
| 75               | 7月11日        | 安田叶                           |
| 76               | 7月25日        | 宮崎美穂誕生日SP                 |
| 77               | 8月8日         | 多田京加                         |
| 78               | 8月22日        | 佐藤美波                         |
| 79               | 9月5日         | 大西桃香                         |
| 80               | 9月19日        | 武藤小麟                         |
| 81               | 10月17日       | 茂木忍                           |
| 82               | 10月31日       | 下尾みう                         |
| 83               | 11月14日       | 大盛真歩                         |
| 84               | 11月28日       | 前田彩佳                         |
| 85               | 12月12日       | 田口愛佳                         |
| 86               | 12月26日       | 岩立沙穂                         |
| 87               | 2020年 1月9日  | 山根涼羽                         |
| 88               | 1月23日        | 鈴木優香                         |
| 89               | 2月6日         | 西川怜                           |
| 90               | 2月20日        | 峯岸みなみ                       |
| -                | 3月5日         | -                                |
| 91               | 3月19日        | 岡部麟                           |
| 92               | 4月16日        | 山内瑞葵                         |
| 93               | 4月30日        | 茂木忍                           |
| 94               | 5月14日        | 千葉恵里                         |
| 95               | 5月28日        | 横山由依                         |
| 96               | 6月11日        | 中西智代梨                       |
| 97               | 6月25日        | 加藤玲奈                         |
| 98               | 7月9日         | 濵咲友菜                         |
| 99               | 7月23日        | 川本紗矢                         |
| 100              | 8月6日         | 大家志津香、中西智代梨、多田京加 |
| 101              | 8月20日        | 吉川七瀬                         |
| 102              | 9月3日         | 本田そら                         |
| 103              | 9月17日        | 久保怜音                         |
| 104              | 10月1日        | 坂口渚沙                         |
| 105              | 10月15日       | 篠崎彩奈                         |
| 106              | 10月29日       | 千葉恵里                         |
| 107              | 11月12日       | 佐藤美波                         |
| 108              | 11月26日       | 福岡聖菜                         |
| 109              | 12月10日       | 湯本亜美                         |
| 110 クリスマスSP | 12月24日       | 加藤玲奈、北澤早紀               |
| 111              | 2021年 1月7日  | 古川夏凪                         |
| 112              | 1月21日        | 前田彩佳                         |
| 113              | 2月4日         | 横山結衣                         |
| 114              | 2月18日        | 込山榛香                         |
| 115              | 3月4日         | 鈴木くるみ                       |
| 116              | 3月18日        | 左伴彩佳                         |
| 117              | 4月1日         | 浅井七海                         |
| 118              | 4月15日        | 倉野尾成美                       |
| 119              | 4月29日        | 小田えりな                       |
| 120              | 5月13日        | 中西智代梨                       |
| 121              | 5月27日        | 蔵本美結                         |
| 122              | 6月10日        | 北澤早紀                         |
| 123              | 6月24日        | 道枝咲                           |
| 124              | 7月8日         | 武藤小麟                         |
| 125              | 7月22日        | 馬嘉伶                           |
| 126              | 8月5日         | 篠崎彩奈                         |
| 127              | 8月19日        | 吉川七瀬                         |
| 128              | 9月2日         | 下尾みう                         |
| 129              | 9月16日        | 多田京加                         |
| 130              | 9月30日        | 千葉恵里                         |
| 131              | 10月14日       | 吉田華恋                         |
| 132              | 10月28日       | 西川怜                           |
| 133              | 11月11日       | 岩立沙穂                         |
| 134              | 11月25日       | 大盛真歩                         |
| 135 クリスマスSP | 12月24日       | 大家志津香、多田京加             |
| 136              | 2022年 1月6日  | 込山榛香                         |
| 137              | 1月20日        | 茂木忍                           |
| 138              | 2月3日         | 中西智代梨                       |
| 139 最終回       | 2月17日        | 入山杏奈、加藤玲奈、篠崎彩奈     |

### こみの部屋
| 回 | 配信日         | ゲスト     |
| -- | -------------- | ---------- |
| 1  | 2018年 4月19日 | 村山彩希   |
| 2  | 5月17日        | 福岡聖菜   |
| 3  | 5月31日        | 谷口めぐ   |
| 4  | 7月12日        | 湯本亜美   |
| 5  | 7月26日        | 藤田奈那   |
| 6  | 8月23日        | 茂木忍     |
| 7  | 9月6日         | 小田えりな |

### ライブコーナー
| 回 | 配信日         | ゲスト                                 | 備考                                                            |
| -- | -------------- | -------------------------------------- | --------------------------------------------------------------- |
| 1  | 2016年 1月16日 | 山田菜々美                             | AKB48単独リクエストアワー セットリストベスト100 2016 昼公演     |
| 2  | 2016年 1月16日 | 樋渡結依                               | AKB48単独リクエストアワー セットリストベスト100 2016 夜公演     |
| 3  | 1月17日        | 岡田奈々、小嶋真子、西野未姫           | AKB48単独リクエストアワー セットリストベスト100 2016 昼公演     |
| 4  | 1月17日        | 柏木由紀                               | AKB48単独リクエストアワー セットリストベスト100 2016 夜公演     |
| 5  | 1月18日        | 渡辺麻友                               | AKB48単独リクエストアワー セットリストベスト100 2016 夜公演     |
| 6  | 1月22日        | 山本彩（NMB48）                        | AKB48グループリクエストアワー セットリストベスト100 2016 夜公演 |
| 7  | 1月23日        | 須田亜香里（SKE48）、柴田阿弥（SKE48） | AKB48グループリクエストアワー セットリストベスト100 2016 昼公演 |
| 8  | 1月23日        | 指原莉乃（HKT48）                      | AKB48グループリクエストアワー セットリストベスト100 2016 夜公演 |
| 9  | 1月24日        | 横山由依                               | AKB48グループリクエストアワー セットリストベスト100 2016 昼公演 |
| 10 | 1月24日        | 田中菜津美（HKT48）                    | AKB48グループリクエストアワー セットリストベスト100 2016 夜公演 |
| 11 | 1月24日        | 高橋みなみ                             | AKB48グループリクエストアワー セットリストベスト100 2016 夜公演 |
| 12 | 3月16日        | 内田眞由美                             | 「ホリだしもの（仮） Vol.5」〜みゃおって本当に推されてるの!?〜  |
| 13 | 2017年 1月21日 | 向井地美音                             | AKB48グループリクエストアワー セットリストベスト100 2017 昼公演 |
| 14 | 2018年 1月19日 | 中井りか（NGT48）                      | AKB48グループリクエストアワー セットリストベスト100 2018        |
| 15 | 1月20日        | 村山彩希、岡田奈々、太田夢莉（NMB48）  | AKB48グループリクエストアワー セットリストベスト100 2018 昼公演 |